# Abu Khalil Qabbani
Abu Khalil Qabbani (en árabe: أبو خليل القباني‎ / ALA-LC: Abū Khalīl al-Qabbānī; 1835–1902) fue un dramaturgo y compositor sirio de origen turco. Es considerado el fundador de la obra musical corta: la operetta) en el teatro árabe.

## El comienzo del teatro sirio y árabe
Abu Khalil Qabbani fue el primero en establecer un teatro árabe en el siglo XIX, en Damasco. Realizó representaciones teatrales y líricas y muchas obras de teatro como Nakhir al-Jameel, Harun al-Rashid, Aida, Shah Mahmud, Anas al-Jalis y otros. Al principio, quedó impresionado por las actuaciones que se presentaron en los cafés de Damasco como Hakawati y Al-Safra, escuchando y siguiendo la música de Ibn Al-Furghalani. El Kabbani también se unió a los grupos de actuación que presentaron representaciones artísticas en la escuela Al-Azariya en el área de Bab Touma en el Viejo Damasco.
Su obra Abu al-Hassan al-Mughaffal causó una ola de protestas como resultado de su burla al Califa Harun al-Rashid, y terminó con un decreto del gobierno del Imperio Otomano para cerrar su teatro; y, evitar las representaciones teatrales en Siria. Qabbani se fue a Egipto y produjo sus obras allí, hasta 1900. Regresó a Siria y murió dos años más tarde, en 1902. Es considerado el "padre del teatro sirio",  y pionero del teatro musical árabe; y, ha influido en las generaciones posteriores, incluida el famoso Duraid Lahham. Su hermano es el abuelo de Nizar Qabbani.
También actuó en Estambul (Turquía) y en EE. UU.

## Algunas canciones operetta
- موشح "برزت شمس الكمال... من سنا ذات الخمار" على مقام الحجاز وايقاع جفتة جنبر  "Surgió el sol perfecto ... del vino enmudeciendo" en el santuario del Hiyaz y el ritmo de Jafta Jnbar.

- موشح "ما احتيالي يا رفاقي" من مقام الحجاز وايقاع الأقصاق  "¿Qué es fraudulento, mis compañeros?" del santuario del Hijaz y el ritmo de los titanes

- موشح "اشفعوا لي يا آل ودي" من مقام الهزام وايقاع جفتة جنبر "Dame un corazón cálido y amistoso" del lugar de Al-Hazzam y el ritmo de Jafatah Jnbar

- موشح "يا غصن نقا مكللاً بالذهب" "Una rama de oro, acuñada con oro"

- موشح "كيف لا أصبو لمرآها الجميل" من مقام شوق أفزا وايقاع الأقصاق "¿Cómo no puedo aspirar a su hermosa vista" desde el lugar del anhelo y el ritmo del gusto

- قد "يا طيرة طيري يا حمامة... وديني لدمّر والهامة" وهي من ضواحي دمشق على  "¡Oh, pájaro vuela, palomas ... y mi religión para destruir".

- يا ربي يرجع الزمن الأول يوم يا لطيف ما كان على بالي "Oh Señor, regresa la primera vez, oh buen día, lo que estaba en mi mente"

- يا ربي يكون حبيبي ملكي يوم يا لطيف ما كان على بالي "Oh Señor, sé mi amor, mi rey, qué buen día"

- يا ربي تجمعني معاهم يوم يا لطيف ما كان على بالي "Oh Señor, reúnanme juntos. Día Oh, agradable".